# Les aventures de Pere Vidal
Les aventures de Pere Vidal, és una col·lecció de novel·les juvenils i còmics, escrita per Joaquim Carbó, l'edició de les novel·les s'inicia l'any 1966 amb La casa sota la sorra i el 1967 s'inicia la publicació en còmic a la revista Cavall Fort. Els protagonistes són Pere Vidal, jove barceloní que, a la primera novel·la, decideix anar a l'Àfrica, atret per un anunci que ofereix un contracte laboral i una vida gens ensopida i el seu amic, Henry Balua, africà, a qui coneix allà i amb qui col·labora per reparar una injustícia. En cadascuna de les novel·les, els dos amics duen a terme un projecte, normalment vinculat a situacions mediambientals, històriques o culturals.

## Argument
Al principi de La casa sota la sorra, en Pere Vidal és un jove indolent, indisciplinat i desordenat, però de bon cor que, en adonar-se de l'embolic on s'ha ficat, no dubta en aliar-se amb en Henry Balua. Aquest és un jove íntegre, llest i idealista, que assumeix qualsevol esforç per ajudar els altres. En el grup dels "bons", també hi ha en Hans qui, també conscient d'estar en el bàndol equivocat, s'uneix als dos amics quan aquests li demanen. El personatge dolent és el Senyor Ti, un exnazi panxut, tèrbol i sense escrúpols morals. Aquests personatges surten a tota la sèrie.
Les aventures es desenvolupen habitualment al continent africà, primerament al Sudan, però més endavant, quan la situació política d'aquest país canvia i deixa de ser un estat socialista, en un indret no clarament localitzat, entre el Sahel i el centre d'Àfrica, anomenat El País d'en Fullaraca, en honor d'aquest darrer, un reietó disposat a millorar la vida del seu poble que, a partir de la historieta que porta el seu nom, apareix sovint a la sèrie.
Totes les històries tenen uns valors ètics, amb la intenció de distreure els lectors adolescents i a la vegada, formar-los.

## Còmic i novel·la
L'any 1967 el dibuixant Josep Maria Madorell, molt vinculat, igual que l'autor, a la revista Cavall Fort, va convèncer Joaquim Carbó de col·laborar junts en convertir La casa sota la sorra en una història il·lustrada i fer-la aparèixer en episodis quinzenals en aquesta revista. Cap dels dos havia estat mai a l'Àfrica, però es van documentar exhaustivament per situar la història en el seu context geogràfic. Davant la bona acollida d'aquesta iniciativa, els dos, escriptor i dibuixant, van continuar treballant en nous títols, Els bruixots de Kibor, La casa sota el mar i La casa sota la lona, que van ser publicats a Cavall Fort durant els anys 70, convertint la sèrie en una de les primeres i més reeixides experiències de còmic fet en català.
L'any 1979 l'editorial Laia va publicar El país d'en Fullaraca, un recull de contes escrits per Carbó i il·lustrats per Madorell, amb en Pere Vidal i l'Henry Balua com a protagonistes. El llibre inclou també el guió del còmic El país d'en Fullaraca i un esbós del que després serà La casa sobre el gel.
L'any 1980, Joaquim Carbó va decidir repescar el còmic Els bruixots de Kibor i convertir-lo en una novel·la, que també va ser publicada per l'editorial Laia a la col·lecció El Nus el 1981. Un any després, la mateixa editorial va publicar La casa sobre el gel (am la idea central de portar un iceberg a la costa africana), premi Joaquim Ruyra 1981.
A partir d'aquí, Joaquim Carbó va continuar la sèrie de les aventures de Pere Vidal, sempre amb la col·laboració de Josep Maria Madorell, com a dibuixant (fins a la mort d'aquest, el 2004). Va ser a la revista Cavall Fort, que els còmics van estar primerament publicats. També van aparèixer al diari Avui, com a tires il·lustrades (de La casa sota la sorra fins a La casa sota la lona). L'única Aventura de Pere Vidal que no ha aparegut a Cavall Fort és la darrera, L'última casa, escrita després de la mort de Madorell.
Durant els anys 80, Joaquim Carbó va anar convertint els còmics apareguts fins llavors en novel·les, però no ho va fer de manera cronològica. Més endavant, de comú acord, Carbó i Madorell van decidir continuar la sèrie, després de plantejar-se si els personatges havien d'envellir o no (Madorell opinava que no, perquè els personatges del còmic, com Tintín, no envelleixen mai). Fruit d'aquesta col·laboració, als anys 90 van aparèixer, dos nous còmics, immediatament seguits per la publicació de les dues novel·les corresponents, La casa sota les estrelles (sobre l'extinció dels rinoceronts blancs) i La casa sobre les mines (sobre les mines anti-persones).
L'última novel·la de la sèrie, L'última casa, va ser creada per Carbó el 2007 com un punt final, on els protagonistes ja estan jubilats i en Pere Vidal, a qui Carbó simula trobar-se als carrers de Barcelona, explica a l'autor què se n'ha fet de cadascun fins a arribar a aquesta tranquil·la (o no tant tranquil·la) vellesa.

## Dades de publicació
Llista de comics i novel·les del personatge. Alguns dels comics es varen publicar en primer lloc a la revista Cavall Fort en entregues seriades.
Àlbums de còmics publicats entre Carbó i Madorell
| Títol                      | Editorial              | Data        | Seriat a    | Data de Seriat |
| -------------------------- | ---------------------- | ----------- | ----------- | -------------- |
| La casa sota la sorra      | Editorial Anxaneta     | 1968        | Cavall Fort | 1967           |
| La casa sota la sorra      | Edicions Unicorn       | 1983        | Cavall Fort | 1967           |
| La casa sota la sorra      | Editorial Casals, S.A. | 1986        | Cavall Fort | 1967           |
| El bruixots de Kibor       | Edicions Unicorn       | 1983        | Cavall Fort | 1970-1971      |
| El bruixots de Kibor       | Editorial Casals, S.A. | 1986        | Cavall Fort | 1970-1971      |
| La casa sota el mar        | Edicions Unicorn       | 1983        | Cavall Fort | 1973-1974      |
| La casa sota el mar        | Editorial Casals, S.A. | 1986        | Cavall Fort | 1973-1974      |
| La casa sota la lona       | Edicions Unicorn       | 1983        | Cavall Fort | 1976           |
| La casa sota la lona       | Editorial Casals, S.A. | 1987        | Cavall Fort | 1976           |
| El país d'en Fullaraca     | Edicions Unicorn       | 1983        | Cavall Fort | 1980           |
| El país d'en Fullaraca     | Editorial Casals, S.A. | 1986        | Cavall Fort | 1980           |
| La casa sobre el Gel       | Edicions Unicorn       | sense dades | Cavall Fort | 1987           |
| La casa sobre el Gel       | Editorial Casals, S.A. | 1987        | Cavall Fort | 1987           |
| La casa sota les estrelles | Editorial Casals, S.A. | 1987        | Cavall Fort | 1995-1996      |
| La casa sota les mines     | Editorial Casals, S.A. | 2003        | Cavall Fort | 1999-2000      |

Novel·les
Les novel·les publicades fins ara són:
- La casa sota la sorra. (Ed. Estela, 1966. Ed. Laia, 1973. Ed. Columna, 1993).
- El País d'en Fullaraca. (Ed. Laia, 1979. Ed. Columna, 1990).
- Els bruixots de Kibor. (Ed. Laia, 1981. Ed. Columna, 1990).
- La casa sobre el gel. (Ed. Laia, 1982. Ed. Columna, 1990).
- La casa sota el mar. (Ed. Laia, 1989. Ed Columna, 1991).
- La casa sota la lona. (Ed. Columna, 1992).
- La casa sota les estrelles. (Ed. Columna, 1996).
- La casa sobre les mines. (Ed. Columna, 1998).
- L'última casa. (Ed. Columna, 2008).[6]